# Edward James Salisbury
Edward James Salisbury fue un botánico británico ( 16 de abril de 1886 , Harpenden - 10 de noviembre de 1978 , Bognor Regis , Sussex del Oeste ).

## Biografía
Era hijo de James Wright Salisbury y de Elizabeth Stimpson. Obtiene su Bachelor of Sciences en la University College de Londres en 1909; y su Doctorado de Ciencias en 1913.
Salisbury trabaja en la University College desde 1918 a 1943. Se casa con Mabel Elwin-Coles en 1918, quien fallecerá en diciembre de 1956. Fue quain profesor de Botánica en 1929, función que conservó hasta 1943.
Dirige los Jardines Botánicos Reales de Kew de 1943 a 1956. Enseña fisiología en el Real Instituto, de 1947 a 1956.
Fue autor de The Living Garden (1935), The East Anglain Flora (1933), Plant Form and Function (1938), The Reproductive Capacity of Plants (1942), Downs and Dunes (1952), Weeds and Aliens (1961), The Biology of Garden Weeds (1962).
Salisbury estudia particularmente los granos y su germinación. Fue una figura importante de la Ecología británica y contribuye a reconstruir los Jardines botánicos Reales de Kew, gravemente dañados por los bombardeos en el transurso de la guerra.

## Honores
Es electo miembro de la Royal Society el 11 de mayo de 1933; y recibe la medalla Real de oro de la Royal Society en 1945, y es ennoblecido en 1946. Fue miembro de diversas sociedades científicas, participando de la creación de la British Ecological Society donde sería el secretario honorario de 1917 a 1931.

## Algunas publicaciones
- Salisbury, E.J. (1916) The emergence of the aerial organs in woodland plants. J. of Ecology 4 (3-4): 121-128
- Salisbury, E.J. (1920) The significance of the calcicolous habit. J. of Ecology 8 (1): 202-215
- Salisbury, E.J. (1922) Stratification and Hydrogen-ion concentration of the soil in relation to leaching and plant succession with special reference to woodlands. J. of Ecology 9 (2): 220-240
- Salisbury, E.J. (1925) The incidence of species in relation to soil reaction. J. of Ecology 13 (1): 149-160
- Salisbury, E.J. (1925) Note on the edaphic succession in some dune soils with special reference to the time factor. J. of Ecology 13 (2): 322-328
- Salisbury, E.J. (1925) Note on the edaphic succession in some dune soils with special reference to the time factor. J. of Ecology 13 (2): 322-328
- Salisbury, E.J. (1926) The geographical distribution of plants in relation to climatic factors. The Geographical J. 67 (4): 312-335. Discusión en pp. 335-342 por H.N. Ridley a.o.
- Salisbury, E.J. (1927) On the causes and ecological significance of stomatal frequency with special reference to woodland flora. Philosophical Trans. of the Royal Soc. of London, series B 216 (1928): 1-65
- Salisbury, E.J. (1929) The biological equipment of species in relation to competition. J. of Ecology 17 (2): 197-222
- Salisbury, E.J. (1930) Mortality amongst plants and its bearing on natural selection. Nature 125 : 817. Commented by Ronald A. Fisher (1930) in Nature 125: 972-973.; réplica de Salisbury en Nature 126: 95-96
- Salisbury, E.J. (1971) The pioneer vegetation of exposed muds and its biological features. Philosophical Trans. of the Royal Soc. of London Series B: Biological Sci. 259 : 207-255
- Salisbury, E. (1974) Seed size and mass in relation to environment. Proc. of the Royal Soc. of London Series B: Biological Sci. 186 (1083): 83-88
- Salisbury, E. (1975) The survival value of modes of dispersal. Proc. of the Royal Soc. of London Series B: Biological Sci. 188 (1091): 183-188
- Salisbury, E. (1976) Seed output and the efficacy of dispersal by wind. Proc. of the Royal Soc. of London Series B: Biological Sci. 192 (1108): 323-329

### Libros populares de ciencia
- The Living Garden. 1936
- Flowers of the Woods. 1946

### Libros científicos
- Durand, T; B.D. Jackson, W.T. Thiselton-Dyer, D. Prain, A.W. Hill, E.J.Salisbury (1908). Index Kewensis plantarum phanerogamarum: Supplementum Tertium Nomina et Synonyma Omnium Generum et Specierum AB Initio Anni MDCCCCI Usque AD Finem Anni MDCCCCV Complectens (suppl.3 (1901-1905) edición). Royal Botanic Gardens, Kew. Consultado el 27 de mayo de 2008.
- The Reproductive Capacity of Plants. G. Bell & Sons, London. 1942
- Downs and Dunes: their plant life and its environment. G. Bell & Sons, London. 1952
- Weeds & Aliens. The New Naturalist series vol. 43. Collins, London. 1961
- The Biology of Garden Weeds. 1962

- La abreviatura «E.Salisb.» se emplea para indicar a Edward James Salisbury como autoridad en la descripción y clasificación científica de los vegetales.[1]